# Мілкозерово
Мілкозе́рово (рос. Мелкозёрово) — село у складі Алапаєвського міського округу (Алапаєвськ) Свердловської області.
Населення — 420 осіб (2010, 385 у 2002).
Національний склад населення станом на 2002 рік: росіяни — 95 %.